# بست قورباغه‌ای

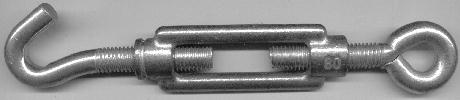
بست قورباغه‌ای ۸۰ میلی متری

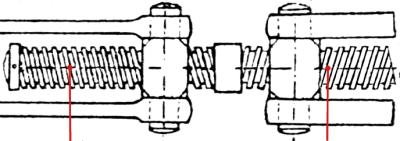

 بست‌های قورباغه‌ای که در صنعت به عنوان مهارکش معرفی می‌شوند، دستگاهی است برای اعمال نیروی پیش تنیدگی معین در یک طناب ، کابل ، بادبند و ... . این دستگاه که متشکل از دو پیچ ( یکی راستگرد و دیگری چپ گرد ) و یک مهره لوبیائی طویل است با چرخاندن مهره و باز و بسته کردن پیچ‌ها تنش معینی را به هریک از پیچ‌ها وارد می‌کند.

## موارد کاربرد
اصولا در هر جائی که نیاز به اعمال یک نیروی پیش تنیدگی باشد از این نوع اتصال بهره می‌گیرند.

## سازه

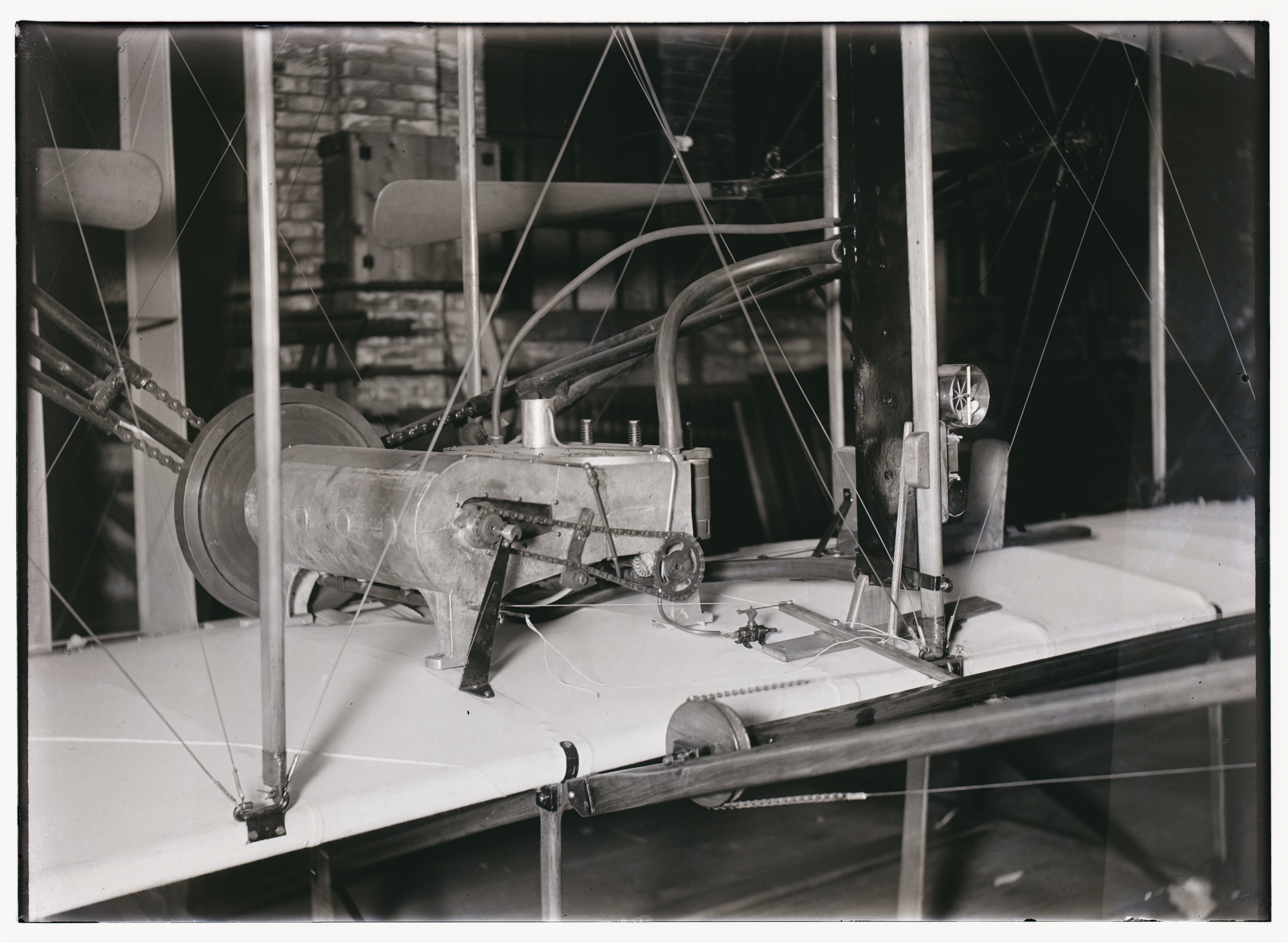
این تصویر یک سازه با استفاده از بست قورباغه‌ای را نشان می‌دهد، که برای تحمل نیروهای عظیم در سازه‌های مختلفی مانند مخازن هوایی، دکل‌های مخابراتی و پل‌ها به کار می‌رود. بست قورباغه‌ای نقش حیاتی در اتصال و تقویت این سازه‌ها ایفا می‌کند.

بست قورباغه‌ای مورد استفاده زیادی در انواع سازه‌ها دارد. از سایزهای کوچک ۸۰ میلیمتری برای حصار بندهای باغها گرفته تا سایزهای بزرگ برای تحمل نیروهای عظیم در سازه‌های خاص نظیر مخازن هوایی و دکل‌های مخابراتی ، پل‌ها و سوله‌ها کاربرد دارند. در سازه‌هایی که دارای بست قورباغه‌ای بوده و در زلزله‌ها آسیب دیده‌اند، مشاهده می‌گردد که اکثر آسیب‌ها در این بست‌ها رخ داده است. در آیین نامه‌های موجود سازه‌های فولادی به طور محدود به این موضوع پرداخته شده است. استاندارد AISC انواع مجاز این بست‌ها و مشخصات فنی آنها را با ذکر ظرفیت مجاز بیان نموده است که بر مبنای ظرفیت کششی عضو مهاربند صورت می‌گیرد.

## صنعت هواپیما سازی
در صنعت هواپیما سازی زمانی که نیاز به اعمال تنش خاص کششی بین جداره‌های بالها باشد از این نوع اتصال به وفور استفاده می‌گردد.

## دریانوردی
یکی از ابزارهای اصلی در عرشه کشتی‌های بادبانی برای کنترل طناب‌های بادبان‌ها بست‌های قورباغه‌ای می‌باشد.

## ورزش
بست‌های قورباغه‌ای ابزار اصلی اتصال رینگ‌های کشتی حرفه‌ای و بوکس به ساپورت‌های زمین می‌باشند.

## صنعت سینما
بدیهی است ایجاد صحنه‌های پرده نقره‌ای سینما بدون کشیدگیهای طولی و عرضی و اعوجاج در آن تنها با استفاده از بست‌های قورباغه‌ای میسر گشته تا پایداری پرده‌های سینما برای مدت طویلی حفظ گردد.

## سیستم‌های لوله کشی
بست‌های قورباغه‌ای  در سیستم‌های لوله کشی به عنوان یک راه برای ارائه تنظیمات جزئی برای تناقضات زمینه استفاده می‌شود.
1. ↑  "Special Hardware You Should Know About". Popular Science Monthly. Bonnier Corporation: 169. Dec 1959.
2. ↑  https://www.aisc.org
3. ↑  ترجمه آئین نامه فولاد امریکا
4. ↑  "What is Turnbuckle?" بایگانی‌شده  در ۱۱ مارس ۲۰۱۴ توسط Wayback Machine Definition of Turnbuckles